# Gumpert Apollo
Der Apollo ist ein Supersportwagen, der von der Gumpert Sportwagenmanufaktur in Altenburg hergestellt wurde. Der Sportwagen besitzt sowohl die Straßenzulassung als auch verschiedene Rennzulassungen wie zum Beispiel die der FIA-GT.

## Geschichte

### Entwicklung

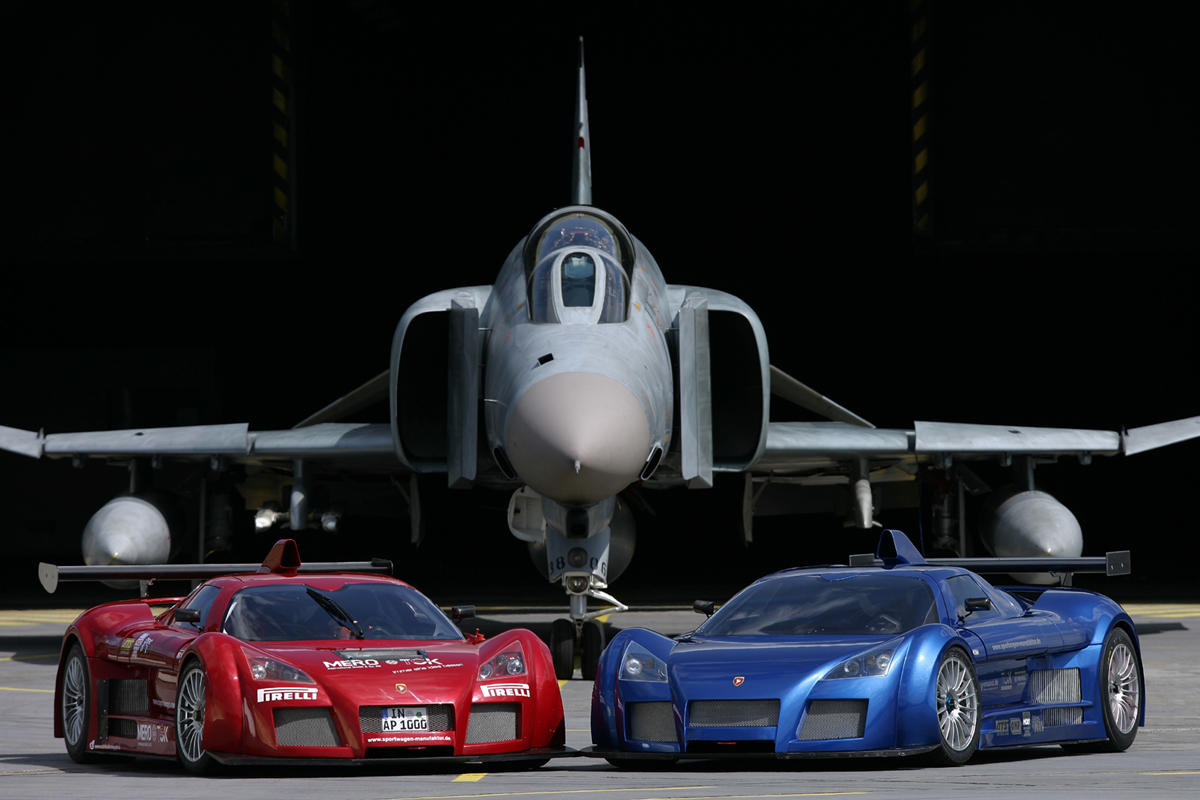
Die ersten Prototypen

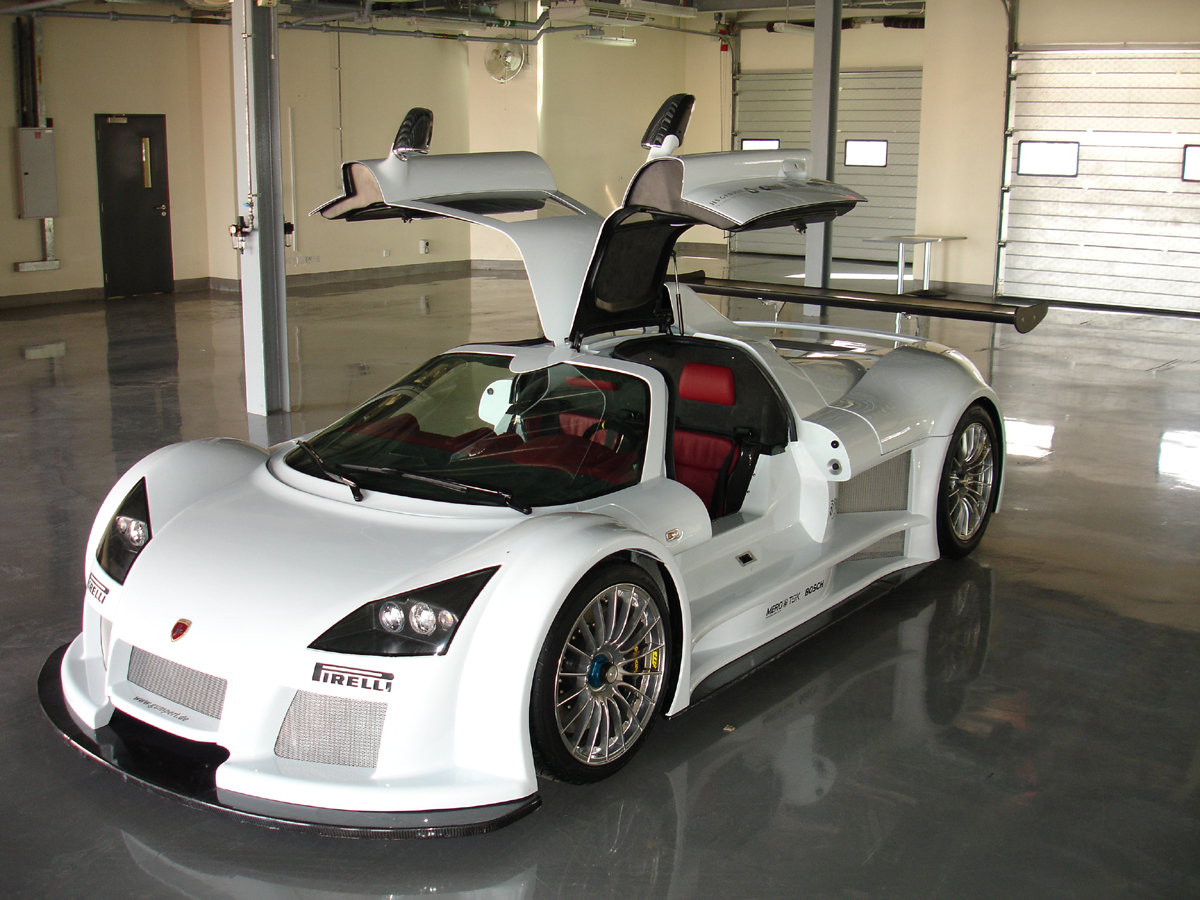
Das Vorserienmodell

Begonnen hat das Projekt unter dem Namen R1 im Jahr 2002. Das Konzept sah vor, einen Rennwagen mit Straßenzulassung zu bauen. Im selben Jahr wurde noch ein 1:4-Modell nach den Entwürfen von Marco Vanetta, der dieses Design-Projekt an der Hochschule München bei Othmar Wickenheiser als Diplomarbeit entwickelt hat, gebaut. Hinter dem Projekt stand der Ex-Audi-Motorsport-Chef Roland Gumpert. Im Jahr 2003, nach der Gründung der Manufaktur, wurden die ersten Modelle und Skizzen der Öffentlichkeit vorgestellt. Der Preis pro Stück wurde damals auf 115.000 bis 175.000 Euro veranschlagt. Geplant waren zuerst drei verschiedene Motoren, ein V8-Sauger mit 279 kW (380 PS), ein V8-Kompressor mit 338 kW (460 PS) und ein V8-Biturbo mit 478 kW (650 PS).
Der erste in Ingolstadt gebaute Apollo-Prototyp wurde im Jahr 2004 fertiggestellt. Im Gegensatz zu den großen Konzernen nutzte die Manufaktur den Prototyp nicht nur für Tests, sondern auch für Werbemaßnahmen, um das Projekt bekannter zu machen. Bei einer Promotionfahrt mit einem Journalisten verunglückte der erste Prototyp und wurde so schwer beschädigt, dass er neu aufgebaut werden musste. Ein weiterer Prototyp wurde im selben Zeitraum fertiggestellt. Mit dem roten Prototyp fuhr der belgische Rennfahrer Ruben Maes im März 2005 beim Divinol-Cup auf dem Hockenheimring auf Anhieb auf Platz 3.
Das Vorserienmodell wurde im Jahr 2005 vorgeführt. Es zeigte den Apollo weitestgehend in seiner endgültigen Gestalt. Unterschiede zu den Prototypen waren unter anderem, dass dieses Modell nun ein Monocoque besaß, die Flügeltüren bis in die Mitte des Daches öffneten und der Diffusor und die Frontlippe verkleinert wurden. Das Cockpit war zwar schon verkleidet, aber bis zum Produktionsstart wurde es noch einmal umfassend überarbeitet.

### Serienfertigung

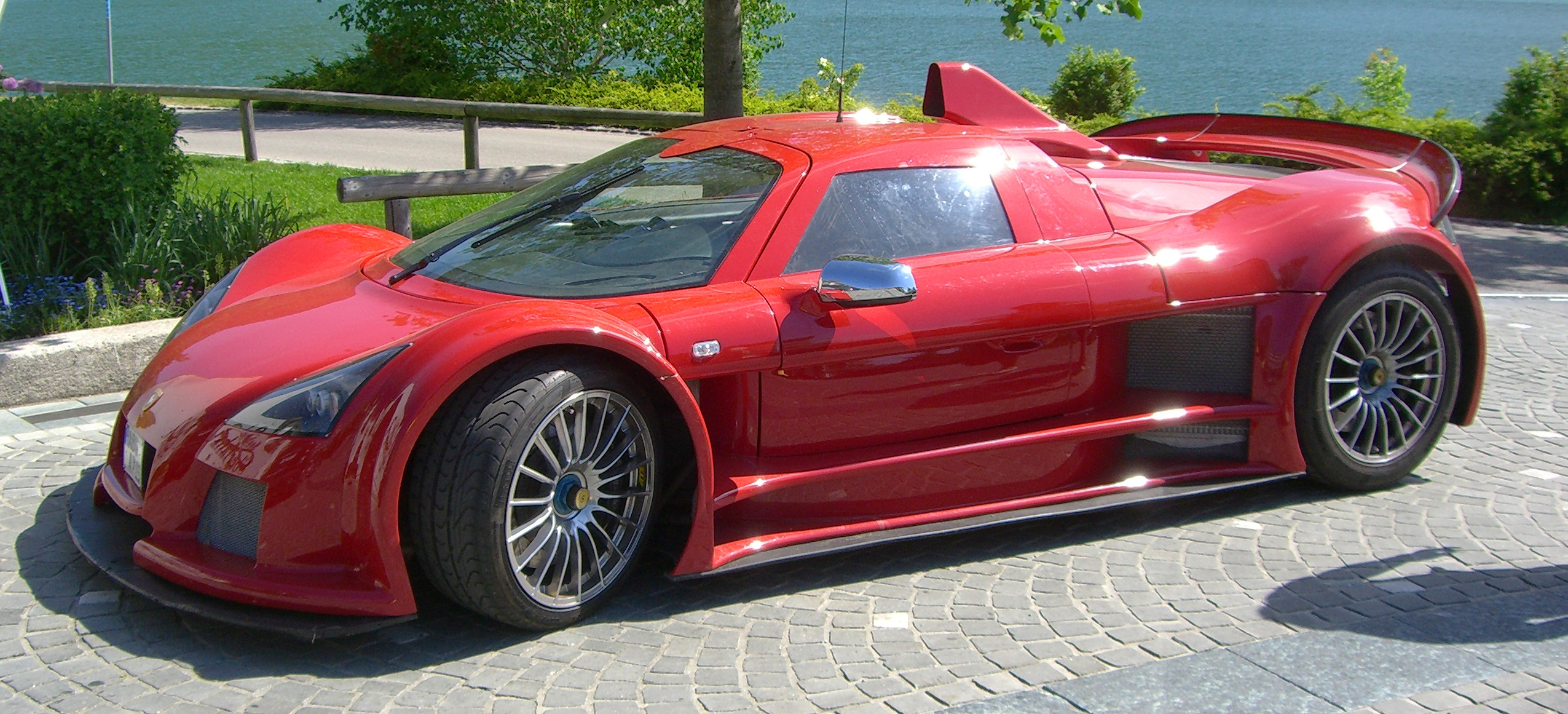
Die Basisversion

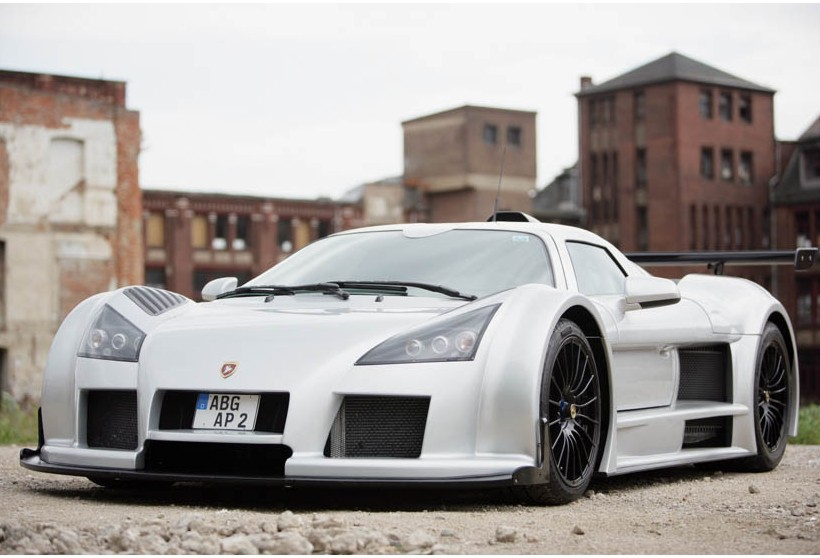
Der Gumpert Apollo Sport wurde 2007 zum Genfer Auto-Salon vorgestellt

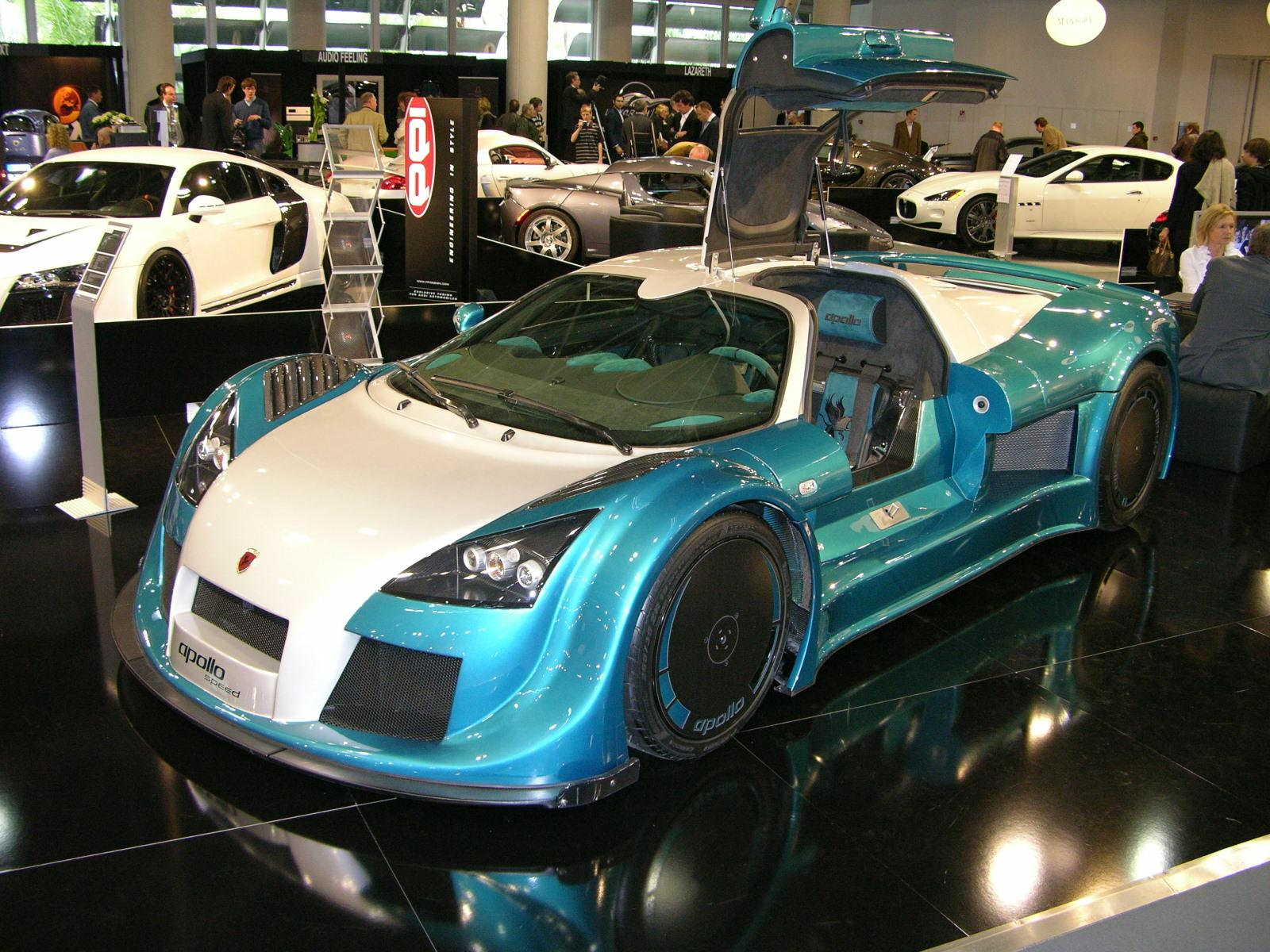
Gumpert Apollo Speed

Der offizielle Serienproduktionsstart war am 21. Dezember 2005 in Altenburg. Die Produktionsstraße wurde für ca. 60 Fahrzeuge pro Jahr ausgelegt. Am Ende wurden jedoch nur 40–60 (genaue Angaben gibt es nicht) gebaut und verkauft Der Preis des Apollo betrug zum Start der Produktion 198.000 Euro ohne Steuern. Der Wagen konnte aufgrund der Handarbeit ganz nach individuellen Wünschen zusammengebaut werden. Da das Konzept vorsah, dass es sich um einen Rennwagen mit Straßenzulassung handelt, war die Grundausstattung, um Gewicht zu sparen, am Anfang sehr begrenzt. So wurde unter anderem auf Klimaanlage und Navigationssystem verzichtet, dies konnte sich der Kunde aber auf Wunsch einbauen lassen. Mittlerweile besaß der Apollo Komfortelemente schon in der Basisversion, der Preis stieg aber auch auf 301.600 Euro ohne Mehrwertsteuer. Trotz des individuellen Zusammenbaus des Apollo bot die Sportwagenmanufaktur auch Pakete an. Neben der Basisversion gab es eine Rennversion. Diese beinhaltete zum Beispiel eine Lufthebeanlage und eine Motorlöschanlage. Ab 2007 bot Gumpert auch eine Sportversion an, die sich zwischen der Rennversion und der Basisversion platzierte. Als Teststrecke für den Apollo diente die Startbahn und das Vorfeld des Flughafens Leipzig-Altenburg Airport. Auch die Präsentation des Apollo für Journalisten und Kunden fand meist auf dem Flughafen statt.

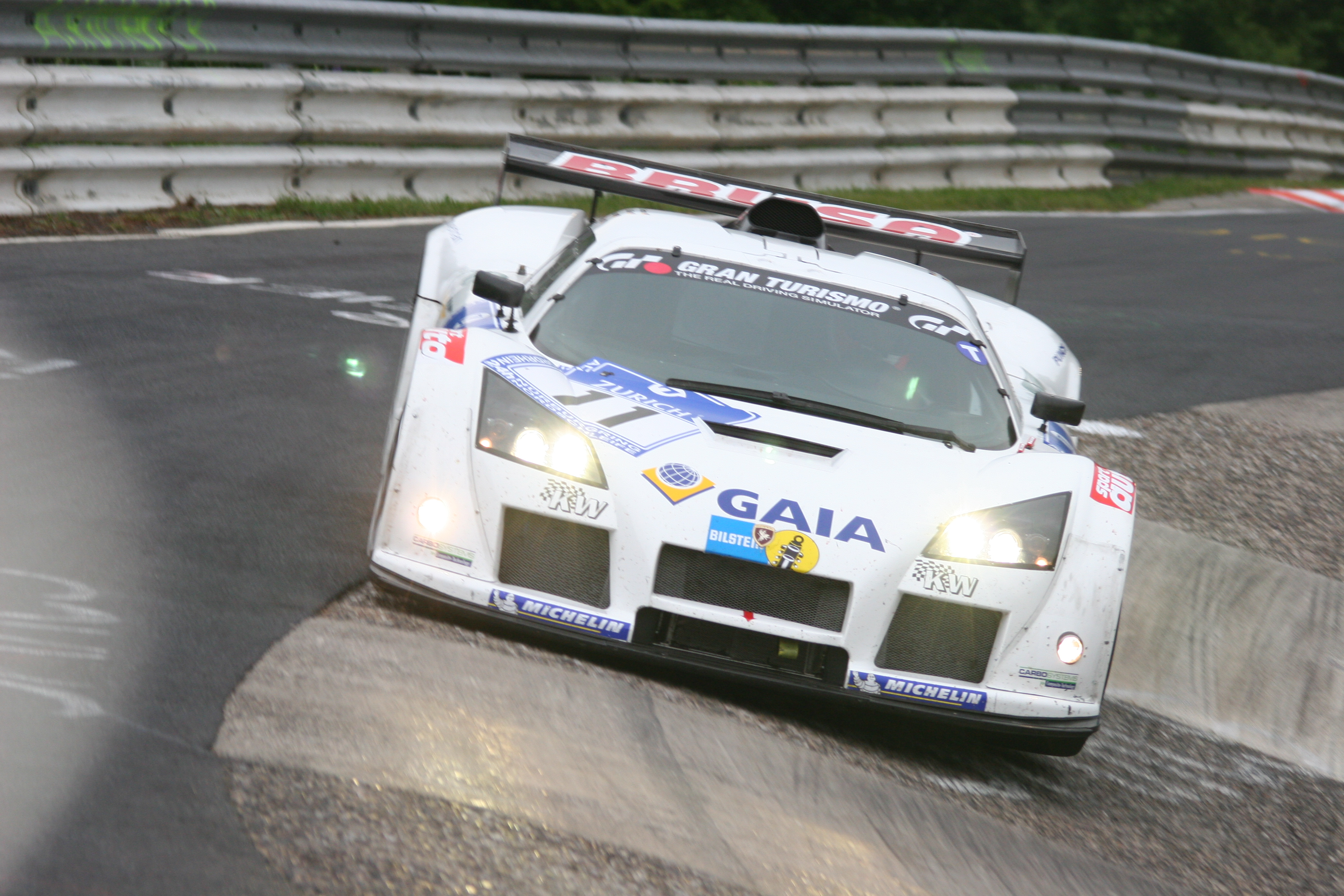
HHF Gumpert Apollo 2008 beim 24-Stunden-Rennen auf der Nordschleife

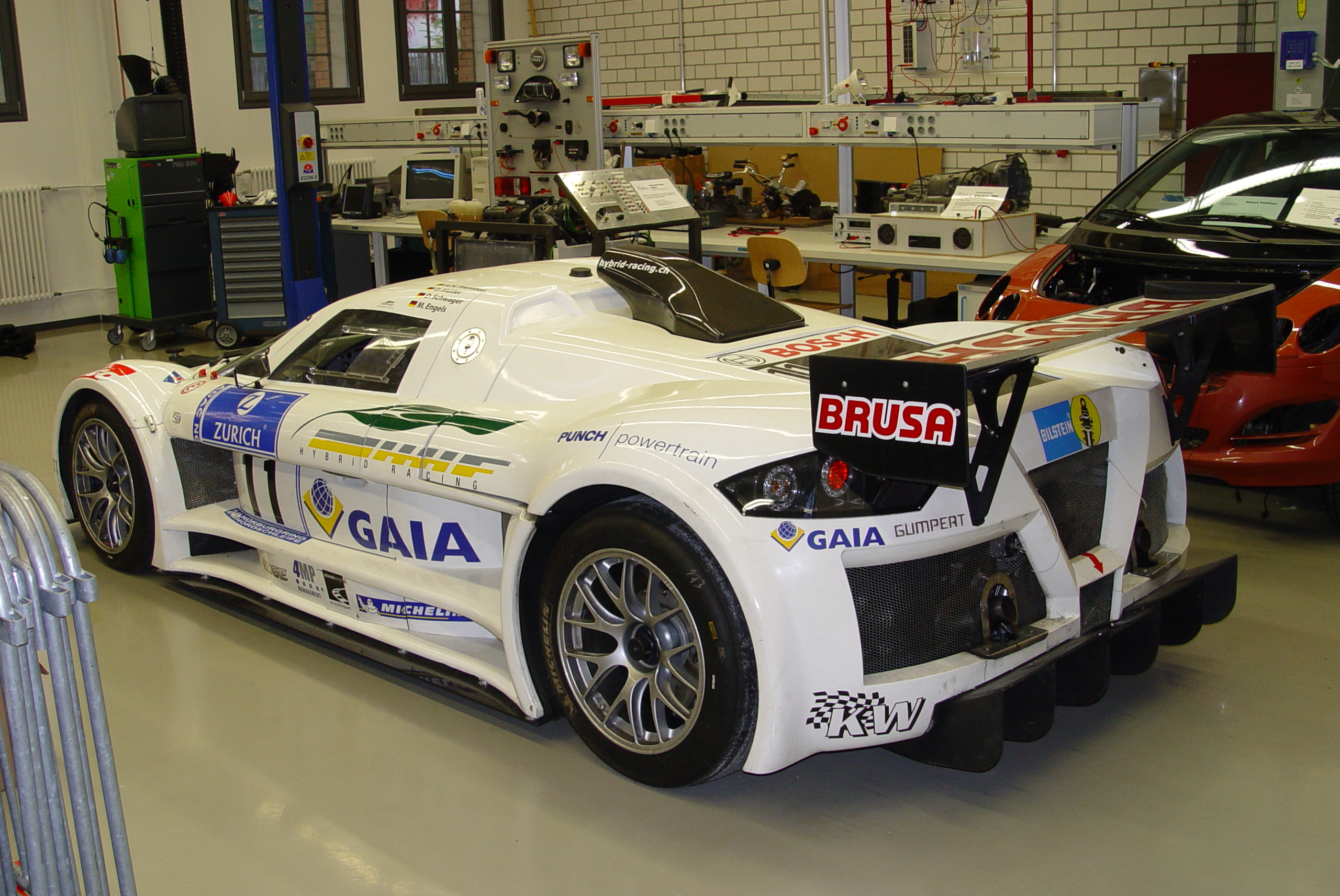
HHF Gumpert Apollo Hybrid Rennwagen

Zum 24-Stunden-Rennen auf dem Nürburgring 2008 gingen Heinz-Harald Frentzen, Dirk Müller, Marcel Engels und Dominik Schwager mit einem Apollo an den Start. Als Motor kam neu entwickelte Hybridtechnik zum Einsatz. Neben einem 3,3-Liter-V8-Biturbo mit 382 kW (520 PS) besaß der Apollo noch einen ca. 100-kW-Elektromotor und eine Traktionsbatterie der Gaia Akkumulatorenwerke. Allerdings hatte das Fahrzeug das gesamte Rennen über mit Getriebeproblemen im konventionellen Verbrennungssegment zu kämpfen und wurde nur noch durch den Elektromotor im Rennen gehalten. Es erreichte durch den Einbau zweier Ersatzgetriebe zwar die Zielflagge, kam jedoch nicht mehr in die Wertung hinein.
Im Jahr 2009 zeigte die Gumpert Sportmanufaktur auf dem Genfer Auto-Salon erstmals die Modellvariante Apollo Speed. Im Gegensatz zu den anderen Modellvarianten ist diese nicht auf schnelle Kurvenfahrten ausgerichtet, sondern auf Beschleunigung und Höchstgeschwindigkeit. Um das zu erreichen, wurde der Apollo Speed um neun Millimeter gesenkt und die Aerodynamik verbessert. So wurde die Linienführung um die Radläufe geändert, es gab feststehende Felgenabdeckungen vorne und mitdrehende an den Hinterrädern, einen verstellbaren Heckflügel und einen verkleideten Unterboden. Besonders markant im Vergleich zu den anderen Modellvarianten waren die Rückleuchten.
2010 bekam der Apollo ein leichtes Facelift an Front- und Heckpartie. So wurden die Lufteinlässe verbreitert und der Radlauf geändert. Zudem besaß der Apollo jetzt LED-Tagfahrleuchten. Die auffälligste Änderung am Heck war der Klappenauspuff mit vier Endrohren. Im Interieur wurde das Monocoque vergrößert, um Fahrer und Beifahrer mehr Platz zu gewähren. Der Motor mit 700 PS, der hauptsächlich bei der Sportversion eingebaut wurde, bekam durch optimierte Motorsteuerung, neue Umluftventile und eine verbesserte Kühlung 50 PS mehr und brachte es gegenwärtig auf eine Leistung von 551 kW.
2012 wurde der Apollo R vorgestellt, ein reiner Rennwagen mit bis zu 633 kW. Die Sonderedition Apollo enraged hingegen war auf nur drei Stück limitiert, leistete 574 kW und war damit der stärkste straßenzugelassene Apollo, der je produziert wurde.
Durch die Insolvenz der Sportwagenmanufaktur wurde die Produktion 2013 eingestellt. Der neue Eigentümer teilte Anfang 2014 mit, die Produktion an einem anderen Standort wiederaufzunehmen, wozu es nicht kam. Schließlich wurden die Rechte an dem Apollo an einen Investor aus Hongkong weiterverkauft. Auf dem Genfer Auto-Salon 2016 wurde dann eine überarbeitete Version des Apollo mit dem bekannten 4,2-Liter-V8-Motor vorgestellt. Im Zuge der Umbenennung des Unternehmens sollte dieser unter dem Namen Apollo N vertrieben werden. Zu einem Produktionsstart kam es aber nie.

## Karosserie
Die nicht selbsttragende Karosserie baut auf einem Gitterrohrrahmen auf. Dieser besteht aus rund 200 zusammengeschweißten Rohren aus Chrom-Molybdän-Stahl mit Rohrdurchmessern von 25, 35 und 45 mm und einer Wanddicke der Röhren von 1 bis 2 mm.  Innerhalb des Rahmens befindet sich das 23 kg leichte Monocoque, das für weitere Sicherheit sorgt. Diese beiden Komponenten können Beschleunigungen bis zu 50 g aushalten. Vorn am Gitterrohrrahmen befindet sich eine Crashbox, die sich bei einem Unfall verformt und den größten Teil der Aufprallenergie aufnimmt. Die Karosserie besteht entweder aus glas- oder kohlenfaserverstärktem Kunststoff. Laut der Sportwagenmanufaktur ist die Karosserie aerodynamisch so ausgelegt, dass ab einer Geschwindigkeit von 270 km/h der erzeugte Anpressdruck der Gewichtskraft entspräche, sodass der Abtrieb das Gewicht des Autos tragen könnte. Das bedeutet aber nicht, dass der Apollo an der Decke fahren könnte, denn um diese Geschwindigkeit zu halten, müssen die Räder eine erhebliche Vortriebskraft auf die Straße übertragen.

## Technik
In der Grundausstattung hat der Apollo 478 kW (650 PS) mit einem maximalen Drehmoment von 850 Nm bei 4500/min. Weiterhin sind Motoren mit 551 kW (750 PS) oder 588 kW (800 PS) erhältlich. Die Leistung überträgt ein sequenzielles 6-Gang-Getriebe. Das in Genf auf dem Auto-Salon 2007 vorgestellte Sportpaket (Apollo Sport/Apollo S) enthält den 515 kW (700 PS) starken Motor, den Heckflügel und eine Lufthebeanlage (Airjack), den 588-kW-Motor gibt es im Apollo Race. Grundlage der verschiedenen Motoren ist ein V8-Motorblock von Audi mit 4,2 l Hubraum, das Innenleben (zum Beispiel der Kurbeltrieb) wurde speziell für den Apollo gefertigt.
Das Fahrzeug ist mit Pirelli-Reifen der Dimension 255/35 auf 10 × 19 Zoll großen Rädern (vorne) und 345/55 auf 13 × 19 Zoll großen Rädern (hinten) bzw. mit Michelin-Reifen der Dimension 265/30 (vorne) und 345/30 (hinten) auf 19 Zoll großen Rädern ausgestattet. Für die Verzögerung hat das Fahrzeug innenbelüftete, geschlitzte Bremsscheiben mit einem Durchmesser von 380 mm und 6-Kolben-Festsätteln in Verbindung mit einem Antiblockiersystem (ABS).

## Rekorde
Am 13. August 2009 stellte der Apollo auf der Nordschleife des Nürburgrings mit 7:11,57 Minuten einen Rundenrekord für straßenzugelassene Fahrzeuge auf.
Der Apollo S hielt außerdem mit 1:17,1 Minuten den Rundenrekord auf der Hausstrecke des britischen Automagazins Top Gear, bis dieser vom Bugatti Veyron SS gebrochen wurde.

## Fahrzeugdaten

### 2005–2013
|                           | Apollo           | Apollo S         | Apollo Enraged   | Apollo R         |
| ------------------------- | ---------------- | ---------------- | ---------------- | ---------------- |
| Motorart                  | V8 Ottomotor     | V8 Ottomotor     | V8 Ottomotor     | V8 Ottomotor     |
| Hubraum                   | 4163 cm³         | 4163 cm³         | 4163 cm³         | 4163 cm³         |
| Bohrung × Hub             | 93,0 × 84,5 mm   | 93,0 × 84,5 mm   | 93,0 × 84,5 mm   | 93,0 × 84,5 mm   |
| Ventile/Nockenwellen      | 5 pro Zylinder/4 | 5 pro Zylinder/4 | 5 pro Zylinder/4 | 5 pro Zylinder/4 |
| Maximale Leistung         | 478 kW (650 PS)  | 552 kW (750 PS)  | 574 kW (780 PS)  | 633 kW (860 PS)  |
| Maximales Drehmoment      | 850 Nm           | 850 Nm           | 920 Nm           | 900 Nm           |
| Max. Drehzahl             | 7200/min         | 7200/min         | 7200/min         | 7400/min         |
| Leergewicht               | 1200 kg          | 1200 kg          | 1175 kg          | 1100 kg          |
| Höchstgeschwindigkeit     | 360 km/h¹        | 360 km/h¹        | 330 km/h²        | 308 km/h³        |
| Beschleunigung 0–100 km/h | 3,0 s            | 3,0 s            | 2,9 s            | 2,9 s            |
| Beschleunigung 0–200 km/h | 9,1 s            | 8,8 s            | 8,7 s            | 8,6 s            |

¹ je nach Länderspezifikation, Aerodynamik-Paket und Getriebeübersetzung

² aufgrund Übersetzung Dog-Ring-Getriebe

³ aufgrund Rennstrecken-Getriebeübersetzung

### 2016
|                           | Apollo N                     |
| ------------------------- | ---------------------------- |
| Motorart                  | V8 Ottomotor                 |
| Hubraum                   | 4163 cm³                     |
| Bohrung × Hub             | 93,0 × 84,5 mm               |
| Ventile/Nockenwellen      | 5 pro Zylinder/4             |
| Max. Leistung             | 515 kW (700 PS) bei 6000/min |
| Max. Drehmoment           | 880 Nm bei 4000/min          |
| Max. Drehzahl             | 7200/min                     |
| Leergewicht               | 1200 kg                      |
| Höchstgeschwindigkeit     | 360 km/h                     |
| Beschleunigung 0–100 km/h | 3,0 s                        |